# دامیان زاموگیلنی
دامیان زاموگیلنی (انگلیسی: Damián Zamogilny؛ زادهٔ ۵ ژانویهٔ ۱۹۸۰) بازیکن فوتبال اهل آرژانتین است.
از باشگاه‌هایی که در آن بازی کرده‌است می‌توان به باشگاه اتلتیکو ایندپندینته، باشگاه فوتبال اطلس، و باشگاه فوتبال کرتارو اشاره کرد.